# WinSCP
WinSCP (Windows Secure CoPy) é um cliente livre e de código aberto para os protocolos SFTP, SCP e FTP, para a plataforma Microsoft Windows. Sua principal função é a transferência segura de arquivos entre um computador local e um remoto. Além disso, o WinSCP oferece um gerenciador de arquivos básico e a funcionalidade de sincronização de arquivos. Para transferências seguras, utiliza Secure Shell (SSH) e suporta o protocolo SCP, além de SFTP. Recebeu 5 de 5 estrelas do CNET avaliado por editores, e é classificado como 2º em popularidade na categoria software de FTP.
Desenvolvimento de WinSCP começou por volta de maio de 2000 e continua. Originalmente foi hospedado pela Universidade de Economia de Praga, onde o autor trabalhava na época. Desde 16 de julho de 2003, está licenciado sob a GNU GPL e hospedado no SourceForge.net.
WinSCP é baseado na implementação do protocolo SSH para PuTTY e protocolo FTP para FileZilla. Ele também está disponível como um plugin para dois gerenciadores de arquivos, FAR e Altap Salamander.